# Cueva del Espíritu Santo

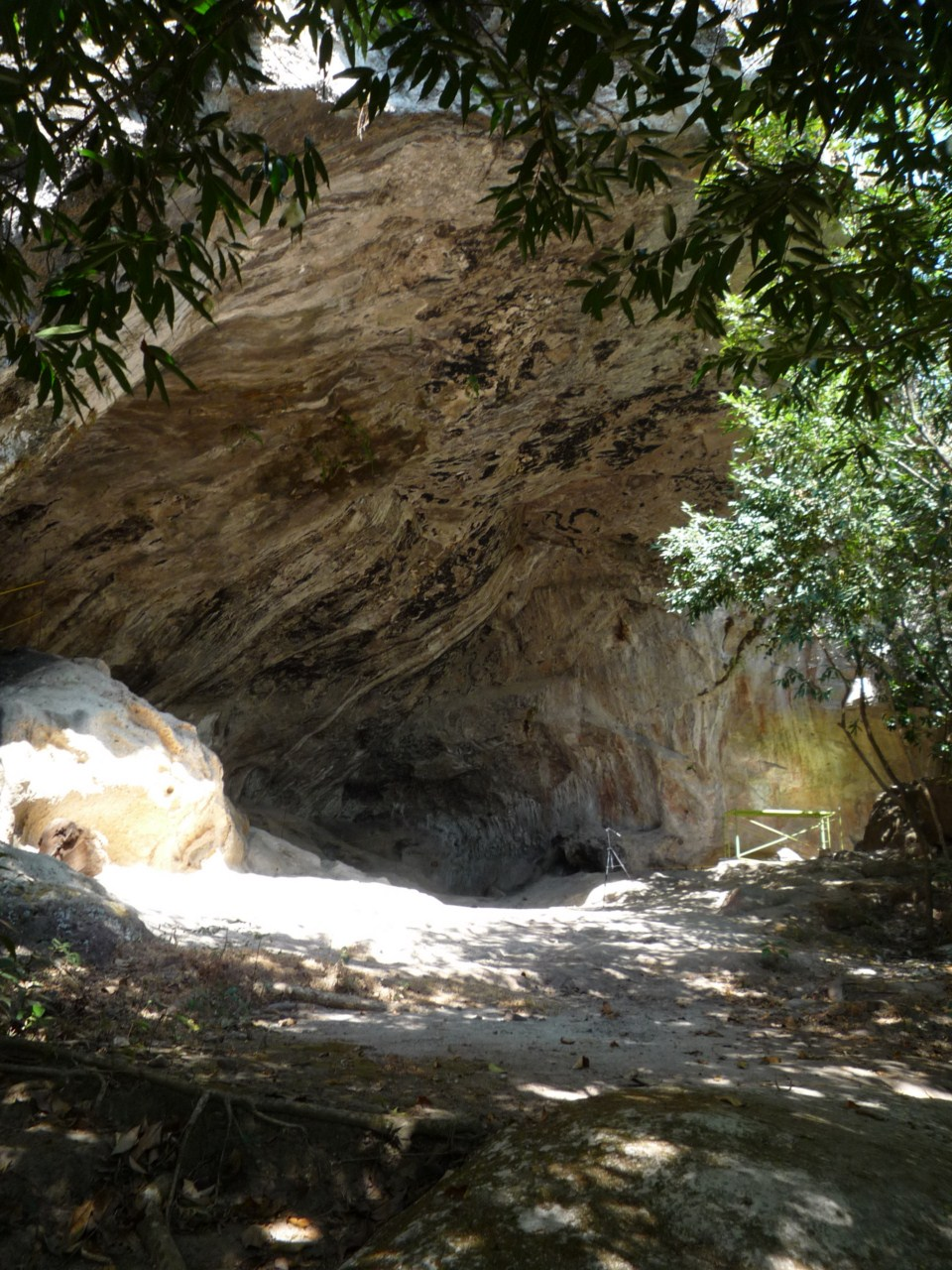
Entrada Cueva de Corinto, El Salvador

La Cueva del Espíritu Santo, también llamada Gruta de Corinto o Ti Ketau Antawinikil (este último siendo el nombre dado por la cultura Lenca y que significa 'la cueva del ser humano'), es un abrigo rocoso ubicado en el pueblo de Corinto (departamento de Morazán, El Salvador) que contiene pinturas rupestres con evidencia más antigua de aproximadamente 10,000 años a. C.[cita requerida]
Cerca de la entrada se encuentran unos bloques de roca, que posiblemente formaban parte del techo de la cueva, la cual se presume fue más grande en la antigüedad.
La Cueva del Espíritu Santo fue declarada Monumento Nacional por medio del Decreto Legislativo N.º 25, del 29 de junio de 1972, publicado en el Diario Oficial N.º 129, Tomo N.º 236, del 12 de julio de 1972.

## Ocupaciones

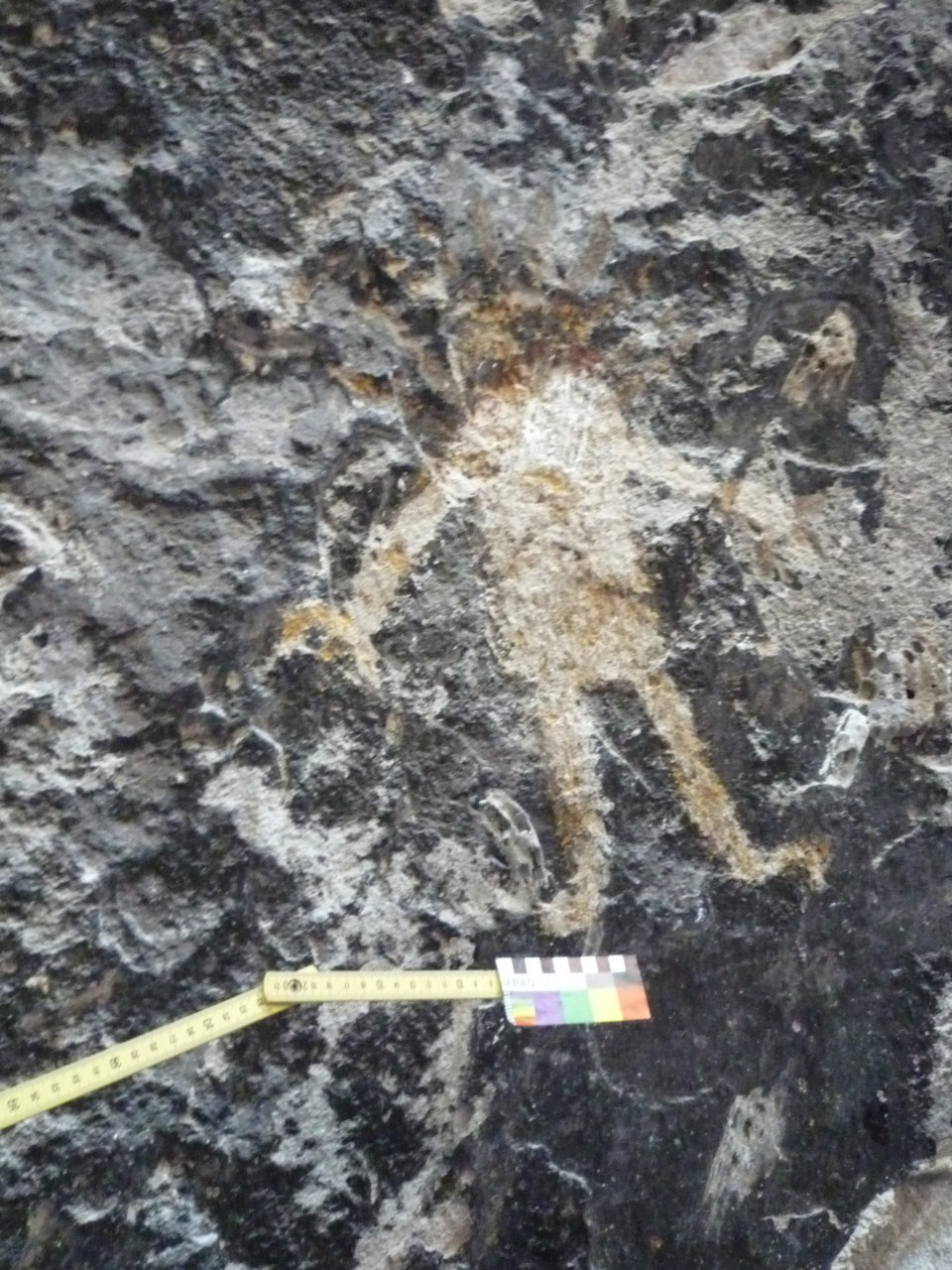
Grabado por raspado de una figura antropomorfa de la cueva del Espíritu Santo

La Cueva del Espíritu Santo fue ocupada primeramente por pueblos paleoamericanos o paleoindios durante el periodo paleoindio, siendo el primer lugar de evidencia humana en El Salvador[cita requerida]. 
Fue ocupado nuevamente por los lencas desde el preclásico medio (aprox. 900 - 400 a. C.) hasta el posclásico (aprox. 900 - 1540 d. C.), convirtiéndose en un sitio importante cultural y ceremonialmente; formándola parte de sus narrativas y tradiciones como el lugar de donde partieron los antepasados de los lencas como Antawinikil (primer ser humano) y Tiwanatuku (el ser ave o pájaro), formando así parte de la cosmovisión original y más antigua de la región [cita requerida].

## Pinturas rupestres

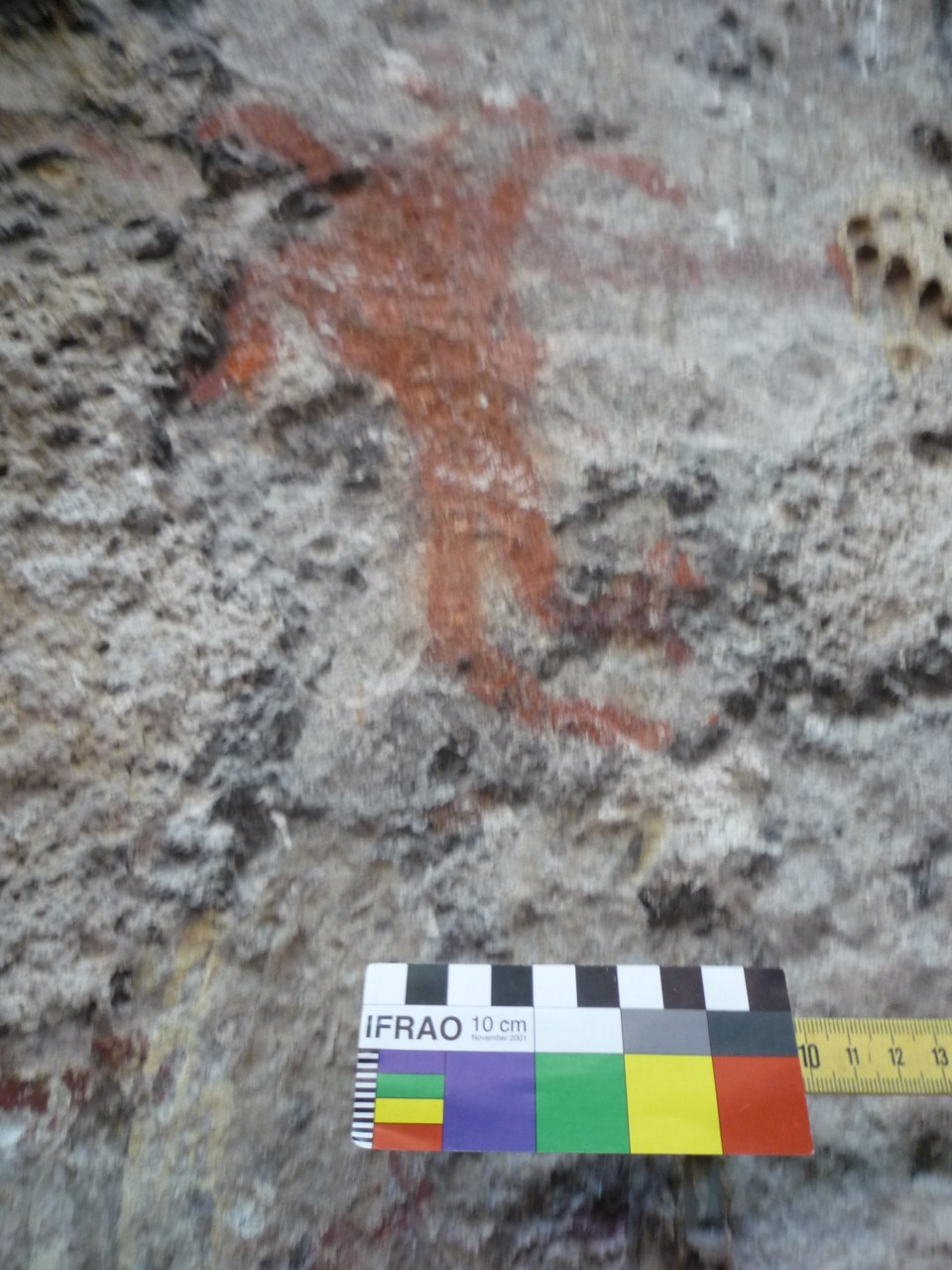
pintura de una figura antropomorfa en tonos rojos en la cueva del Espíritu Santo

El estilo de las pinturas de Corinto se parece mucho al del paleolítico sudamericano[cita requerida]. 
Algunas de las figuras son de gran tamaño, y otras no más grandes que la palma de una mano, y se encuentran a veces a varios metros de altura. En su gran mayoría son representaciones humanas, aunque algunas de ellas llevan grandes penachos en la cabeza. También se encuentran manos dibujadas casi siempre de adultos, probablemente masculinos. Existen escasas representaciones de animales, esencialmente de aves y dos figuras serpentinas. También algunas figuras que podrían representar unas plantas. La mayoría de representaciones son pintadas en rojo. Algunas están pintadas en amarillo o negro, otras están grabadas, y unas pocas combinan las dos técnicas: grabado y pintura. Los colorantes utilizados son probablemente de origen mineral: ocres rojos y amarillos, o vegetal; o madera carbonizada para el color negro[cita requerida].

## Investigaciones
Las primeras investigaciones en este sitio arqueológico fueron realizadas en 1889 por el científico salvadoreño Santiago I. Barberena, quien describió algunas características de la pintura rupestre.
En 1972, el arqueólogo alemán Wolfgang Haberland realizaría excavaciones en los alrededores, que aportarían datos sobre la conservación del sitio y de las pictografías. Más adelante, n 1996, la arqueóloga Elisenda Coladan realizaría calcos y fotos de las pinturas rupestres en un 10 % del abrigo rocoso.
En el año 2011, se efectuaría el proyecto «Investigación, Mapeo y la Conservación del Sitio de Arte Rupestre de la Cueva del Espíritu Santo, Municipio de Corinto, Morazán, El Salvador», en el que se abarcó principalmente la investigación arqueológica, la conservación y etnografía de la localidad de Corinto. Entre diciembre de 2021 y enero de 2022, el Ministerio de Cultura desarrollaría una amplia investigación con once sondeos arqueológicos en el sitio.